# Campeonato de Argentina de Ciclismo Contrarreloj
Los Campeonatos de Argentina de Ciclismo Contrarreloj se organizan anualmente desde el año 1998 para determinar el campeón ciclista de Argentina de cada año, en la modalidad. 
El título se otorga al vencedor de una única carrera, en la modalidad de Contrarreloj individual. El vencedor obtiene el derecho a portar un maillot con los colores de la bandera argentina hasta el campeonato del año siguiente, solamente cuando disputa pruebas contrarreloj.

## Palmarés

### Masculino
| Edición | Año  | Sede                                      | Ganador                                        | Segundo                                        | Tercero                                        |
| ------- | ---- | ----------------------------------------- | ---------------------------------------------- | ---------------------------------------------- | ---------------------------------------------- |
| 1.ª     | 1998 | La Plata, Buenos Aires                    | Juan Curuchet                                  |                                                |                                                |
| 2.ª     | 1999 | Concepción del Uruguay, Entre Ríos        | Javier Gómez                                   | Juan Manuel Aguirre                            | Emilio Carricondo                              |
| 3.ª     | 2000 | Bahía Blanca, Buenos Aires                | Edgardo Simon                                  | Javier Gómez                                   | Guillermo Brunetta                             |
| 4.ª     | 2001 | Potrero de los Funes, San Luis            | Edgardo Simon (2)                              | Javier Gómez                                   | Gonzalo Salas                                  |
| 5.ª     | 2002 | Santiago del Estero                       | Juan Curuchet (2)                              | Oscar Villalobo                                | Pedro Prieto                                   |
| 6.ª     | 2003 | La Rioja                                  | Guillermo Brunetta                             | Javier Gómez                                   | Matías Médici                                  |
| 7.ª     | 2004 | San Juan                                  | Guillermo Brunetta (2)                         | Oscar Villalobo                                | Matías Médici                                  |
| 8.ª     | 2005 | Neuquén                                   | Guillermo Brunetta (3)                         | Oscar Villalobo                                | César Sigura                                   |
| 9.ª     | 2006 | Paraná, Entre Ríos                        | Matías Médici                                  | Oscar Villalobo                                | César Sigura                                   |
| 10.ª    | 2007 | Rosario, Santa Fe                         | Guillermo Brunetta (4)                         | Oscar Villalobo                                | Juan Manuel Aguirre                            |
| 11.ª    | 2008 | Córdoba                                   | Matías Médici (2)                              | Martín Garrido                                 | Jorge Giacinti                                 |
| 12.ª    | 2009 | Mar del Plata, Buenos Aires               | Juan Curuchet (3)                              | Matías Médici                                  | No concedida                                   |
| 13.ª    | 2010 | San Juan                                  | Matías Médici (3)                              | Jorge Giacinti                                 | Leandro Messineo                               |
| 14.ª    | 2011 | Rosario, Santa Fe                         | Leandro Messineo                               | Matías Médici                                  | Martín Garrido                                 |
| 15.ª    | 2012 | San Juan                                  | Ignacio Pereyra                                | Juan Ariel Lucero                              | Daniel Zamora                                  |
| 16.ª    | 2013 | Juana Koslay (San Luis)                   | Leandro Messineo (2)                           | Sergio Godoy                                   | Cristian Ranquehue                             |
| 17.ª    | 2014 | Salta                                     | Laureano Rosas                                 | Daniel Díaz                                    | Jorge Giacinti                                 |
| 18.ª    | 2015 | San Juan                                  | Alejandro Durán                                | Matias Medici                                  | Juan Ariel Lucero                              |
| 19.ª    | 2016 | San Fernando del Valle (Catamarca)        | Laureano Rosas (2)                             | Emiliano Ibarra                                | Hugo Ángel Velázquez                           |
| 20.ª    | 2017 | San Luis                                  | Mauricio Muller                                | Emiliano Ibarra                                | Juan Javier Melivilo                           |
| 21.ª    | 2018 | La Plata, Buenos Aires                    | Emiliano Ibarra                                | Rubén Ramos                                    | Alejandro Durán                                |
| 22.ª    | 2019 | Termas de Rio Hondo (Santiago del Estero) | Juan Pablo Dotti                               | Emiliano Ibarra                                | Alejandro Durán                                |
|         | 2020 | Chilecito, La Rioja                       | Edición suspendida por la pandemia de COVID-19 | Edición suspendida por la pandemia de COVID-19 | Edición suspendida por la pandemia de COVID-19 |
| 23.ª    | 2021 | Chilecito, La Rioja                       | Juan Pablo Dotti (2)                           | Alejandro Durán                                | Leonardo Cobarrubia                            |
| 24.ª    | 2022 | San Juan                                  | Alejandro Durán(2)                             | Juan Pablo Dotti                               | Nicolás Tivani                                 |
| 25.ª    | 2023 | Mendoza                                   | Sergio Fredes                                  | Juan Pablo Dotti                               | Leonardo Cobarrubia                            |
| 26.ª    | 2024 | Alta Gracia, Córdoba                      | Sergio Fredes(2)                               | Leonardo Cobarrubia                            | Diego Valenzuela                               |
| 27.ª    | 2025 | Recreo, Catamarca                         | Mateo Kalejmann                                | Fausto Gómez                                   | Alejandro Durán                                |

### Femenino
| Edición | Año  | Sede                                      | Ganador                                        | Segundo                                        | Tercero                                        |
| ------- | ---- | ----------------------------------------- | ---------------------------------------------- | ---------------------------------------------- | ---------------------------------------------- |
| 1.ª     | 1998 | La Plata, Buenos Aires                    | Lorena Colman                                  |                                                |                                                |
| 2.ª     | 1999 | Concepción del Uruguay, Entre Ríos        | Lorena Colman (2)                              |                                                |                                                |
| 3.ª     | 2000 | Bahía Blanca, Buenos Aires                | Valeria Müller                                 | Monica Santapa                                 | Silvia Groch                                   |
| 4.ª     | 2001 | Potrero de los Funes, San Luis            | Valeria Müller (2)                             | Jessica Compiano                               | Valeria Pintos                                 |
| 5.ª     | 2002 | Santiago del Estero                       | Valeria Müller (3)                             | Jessica Compiano                               | Valeria Pintos                                 |
| 6.ª     | 2003 | La Rioja                                  | Jessica Compiano                               | María Carla Álvarez                            | Maria Drojask                                  |
| 7.ª     | 2004 | San Juan                                  | Jessica Compiano (2)                           | Valeria Müller                                 | María Carla Álvarez                            |
| 8.ª     | 2005 | Neuquén                                   | Valeria Müller (4)                             | María Carla Álvarez                            | Jessica Compiano                               |
| 9.ª     | 2006 | Paraná, Entre Ríos                        | Mónica Santapa                                 | Valeria Müller                                 | Paola Toane                                    |
| 10.ª    | 2007 | Rosario, Santa Fe                         | Jessica Compiano (3)                           | Valeria Müller                                 | Paola Toane                                    |
| 11.ª    | 2008 | Córdoba                                   | Valeria Müller (5)                             | María Carla Álvarez                            | Cristina Greve                                 |
| 12.ª    | 2009 | Mar del Plata, Buenos Aires               | Valeria Müller (6)                             | Tania Castro                                   | Estefanía Pilz                                 |
| 13.ª    | 2010 | San Juan                                  | Valeria Müller (7)                             | Tania Castro                                   | Ana Andrea Arias                               |
| 14.ª    | 2011 | Rosario, Santa Fe                         | Valeria Müller (8)                             | María Carla Álvarez                            | Talya Aguirre                                  |
| 15.ª    | 2012 | San Juan                                  | Valeria Müller (9)                             | Dolores Rodríguez                              | Tania Castro                                   |
| 16.ª    | 2013 | Juana Koslay (San Luis)                   | Inés Gutiérrez                                 | Cristina Greve                                 | Ana Andrea Arias                               |
| 17.ª    | 2014 | Salta                                     | Valeria Müller (10)                            | María Carla Álvarez                            | Florencia Guzman                               |
| 18.ª    | 2015 | San Juan                                  | Valeria Müller (11)                            | María Carla Álvarez                            | Graciela Zárate                                |
| 19.ª    | 2016 | San Fernando del Valle (Catamarca)        | Estefanía Pilz                                 | Inés Gutiérrez                                 | Valeria Müller                                 |
| 20.ª    | 2017 | San Luis                                  | Valeria Müller (12)                            | Fiorella Malaspina                             | Inés Gutiérrez                                 |
| 21ª     | 2018 | La Plata, Buenos Aires                    | Estefanía Pilz (2)                             | Fiorella Malaspina                             | Antonella Leonardi                             |
| 22ª     | 2019 | Termas de Río Hondo (Santiago del Estero) | Fiorella Malaspina                             | Valeria Müller                                 | Antonella Leonardi                             |
|         | 2020 | Chilecito, La Rioja                       | Edición suspendida por la pandemia de COVID-19 | Edición suspendida por la pandemia de COVID-19 | Edición suspendida por la pandemia de COVID-19 |
| 23.ª    | 2021 | Chilecito, La Rioja                       | Fiorella Malaspina (2)                         | Maribel Aguirre                                | Antonella Leonardi                             |
| 24.ª    | 2022 | San Juan                                  | Antonella Leonardi                             | Carolina Pérez                                 | María Alejandra Valoris                        |
| 25.ª    | 2023 | Mendoza                                   | Anabel Yapura                                  | Fiorella Malaspina                             | Carolina Pérez                                 |
| 26.ª    | 2024 | Alta Gracia, Córdoba                      | Carolina Maldonado                             | Antonella Leonardi                             | Maria Yanina Acosta                            |
| 2025    | 27.ª | Recreo, Catamarca                         | Fiorella Malasipina (3)                        | Maribel Aguirre                                | Jennifer Francone                              |